# اینگلباخ
اینگلباخ (به آلمانی: Ingelbach) یک شهر در آلمان است که در راینلاند-فالتس واقع شده‌است.

## خصوصیات
اینگلباخ ۵۵۷ نفر جمعیت دارد.